# ماريا أنونزياتا البوربونية-الصقليتينية
الأميرة ماريا أنونزياتا إيزابيلا فيلومينا سابازيا دي بوربون-الصقليتين (24 مارس 1843 - 4 مايو 1871) من المعروفة عنها أنها والدة أرشيدوق فرانتس فرديناند من النمسا الذي اغتيل في سراييفو عام 1914 مما اشعل الحرب العالمية الأولى.
تزوجت في 21 أكتوبر 1862 في البندقية من الأرشيدوق كارل لودفيغ من النمسا شقيق الأصغر لفرانتس يوزف الأول إمبراطور النمسا-المجر، واستطعت إنجاب له أربعة أبناء، وأيضا هي تعتبر جدة كارل الأول أخر إمبراطور النمسا-المجر.
هي الابنة الكبرى لفرديناندو الثاني ملك الصقليتين وزوجته الثانية ماريا تيريزا من النمسا، وشقيقة الصغرى لفرانشيسكو الثاني أخر ملوك الصقليتين.